# Andrew Peeke
Andrew Peeke (Parkland, Florida, 17 de marzo de 1998) es un jugador profesional estadounidense de hockey sobre hielo que se desempeña en la posición de defensor derecho en Columbus Blue Jackets, equipo de la National Hockey League (NHL).

## Carrera
Fue seleccionado en la segunda ronda en la NHL Entry Draft de 2016. En 2019 hizo su debut profesional con el equipo Columbus Blue Jackets, donde lleva jugando cinco temporadas.